# Защита и прославление французского языка
«Защита и прославление французского языка» (фр. Défense et illustration de la langue française) — литературно-эстетический трактат, опубликованный парижским издателем Морелем в марте 1549 года (всего несколько месяцев спустя после выхода в свет трактата Тома Себийе «Поэтическое искусство»; между двумя трактатами есть переклички, но и расхождения). Трактат является манифестом объединения «Плеяда» и нацелен на обновление национальной поэзии и создание образцов, равных лучшим творениям античности и литературы Италии. Подписанный молодым французским поэтом Жоашеном Дю Белле, трактат нередко считают продуктом коллективного творчества (степень участия в его написании Ронсара была, вероятно, велика).

## Содержание трактата
Центральная идея трактата окрашена в патриотические тона — это торжество народного французского языка. Данный тезис вполне соответствует веяниям времени: в соответствии с ордонансом Вилле-Котре, всё делопроизводство в стране перешло на национальный язык (ранее на латыни). В трактате содержится критика латинистов, считающих латынь единственно возможной формой выражения, но нередко плохо владеющих ею и тем компрометирующих её. Трактат провозглашает необходимость создания новых слов и избирательного отношения к лингвистическим заимствованиям.
В трактате подвергаются осуждению жанры средневековой французской поэзии, например баллада, рондо, вирелэ (которыми активно пользовались представители школы великих риториков и Клеман Маро). Напротив, достойны похвалы унаследованные от античности жанры — ода, элегия, сонет, эклога, комедия и трагедия. Наконец, в трактате отражена характерная для культуры Возрождения тенденция к возвеличиванию миссии поэта, который посредством глубокой учености и упорного труда может обеспечить себе бессмертие. Идеал поэта, рисуемый Дю Белле — это идеал героического, самозабвенного служения искусству.

## Итальянские и французские источники
В трактате заметно влияние итальянской филологической мысли XVI века. Это относится, в частности, к теории подражания и представлениям о народном языке, которые развивал Спероне Сперони в своем «Диалоге о языке» (1542); к идеям Марко Джироламо Вида и Пьетро Бембо. Кроме того, трактат развивает многие представления о роли поэзии и французского языка, сформулированные ранее Жоффруа Тори, Жаком Пелетье, Морисом Севом.